# Torrota del Moro
La Torrota del Moro són les restes d'una torre romana i un jaciment arqueològic de Subirats (Alt Penedès) declarats bé cultural d'interès local.
Popularment és també es coneix com a Torre del Moro, La Torrota o Torrassa de Ca l'Almirall.

## Restes de la torre
Restes d'una torre romana, situada a prop de Lavern, a uns 300 metres de Ca l'Almirall. Hi ha restes d'un parament de fàbrica de pedra amb una finestra d'arc de mig punt de maó a sardinell. També es conserven restes de ceràmica pels voltants.

## Jaciment
Jaciment situat enmig d'un camp de vinyes 100 m a l'oest del caseriu de Ca l'Almirall (zona de Lavern). Es tracta d'una concentració de materials ceràmics romans en superfície, així com una paret conservada feta de pedres de mida regular, disposades en diverses filades on es poden apreciar els forats on es recolzava l'encofrat de construcció, típic d'època romana. La seva alçada mitjana és d'uns 3,20 m, mentre que té una amplada màxima de 4,5 m. El mur, fet de reble i calç presenta, a la seva part superior, una finestra revestida de maons, que forma un arc a sardinell. En la seva base s'intueix el que podria ser la part superior d'un petit arc o porta. Tradicionalment s'ha identificat com a les restes d'unes termes romanes.
A l'arxiu d'en Josep de Calasanç Serrai Ràfols, dipositat actualment a l'Institut d'Estudis Catalans, hi ha documentació sobre el jaciment de la qual destaca una fotografia on es poden veure dues parets, una d'elles és la que actualment es conserva. La primera persona a esmentar el jaciment és Pere Giró i Romeu, l'any 1956, en què rep avís de la troballa d'un mur de construcció romana, a més de l'aparició de tègules, lloses, i d'altres trams de mur que van sorgir quan es va fer la replantació de la vinya nova. Tres anys després (1959), el Sr. Giró és informat de l'aparició de restes d'altres murs al voltant del primer que ja s'havia descobert, juntament amb un bon nombre de fragments de tègula, àmfora, dòlium, vasos i fragments de sigil·lata (sense especificar).
L'equip redactor de la Carta Arqueològica de l'Alt Penedès (1990) va mantenir una entrevista amb Antoni Adell, qui va explicar que a mitjans dels anys 70 i principis dels anys 80, es va fer un camí de conreu en uns camps al NE del mur conservat (de vinya a presseguers), on es van detectar diverses restes. Igualment, amb l'arrencament d'una figuera que hi havia també en aquests camps, es va localitzar una àrea amb diverses dolia. Els treballs recents per a esplanar terrenys adjacents i replantació de vinyes han posat al descobert noves restes i possiblement han malmès part del jaciment.
És possible que hi hagi una connexió entre aquest jaciment, la torre d'origen medieval adossada a la masia veïna de Ca l'Almirall de la Figuerola i el jaciment romà també colgat proper a Ca l'Artigas.
L'any 2011 es van dur a terme unes excavacions d'urgència sota la direcció tècnica i científica de l'Esther Medina Guerrero de l'empresa ATICS SL Gestió i Difusió del Patrimoni Arqueològic i Històric. Les conclusions de la qual es van exposar a les Jornades d'Arqueologia del Penedès 2011. Les conclusions foren les següents: No queda provada la identificació de les restes amb les d'unes termes. Tot i que no es descarta.
Hi ha evidències arqueològiques que pertanyen a dues fases. La primera ibèrica (segles IV a II aC) i la segona romana alt imperial (Segles I i III dC).
De l'època ibèrica s'ha documentat una sitja de perfil globular que probablement formava part d'un camp de sitges per contenir cereal i que posteriorment van utilitzar d'abocador. S'hi han trobat restes d'àmfores ibèriques. Hi ha exemples d'ocupació semblants propers com per exemple el jaciment de la Font de la canya, al municipi veí d'Avinyonet de Penedès.
De l'època Romana alt imperial és la paret actual així com la majoria de restes que es troben arrasades i esmicolades pel terreny agrícola. S'han trobat murs i fonaments soterrats. No s'ha pogut demostrar la utilitat del mur com a terma, degut al reduït àmbit de la prospecció arqueològica, tot i que no queda descartat. Caldria ampliar l'àrea de recerca per tal de resoldre el veritable ús de l'actual paret romana així com delimitar l'abast real de la vila romana que suposadament hi ha soterrada.
Al Museu de Vilafranca del Penedès hi ha dipositat només part del material.